# Drosera sargentii

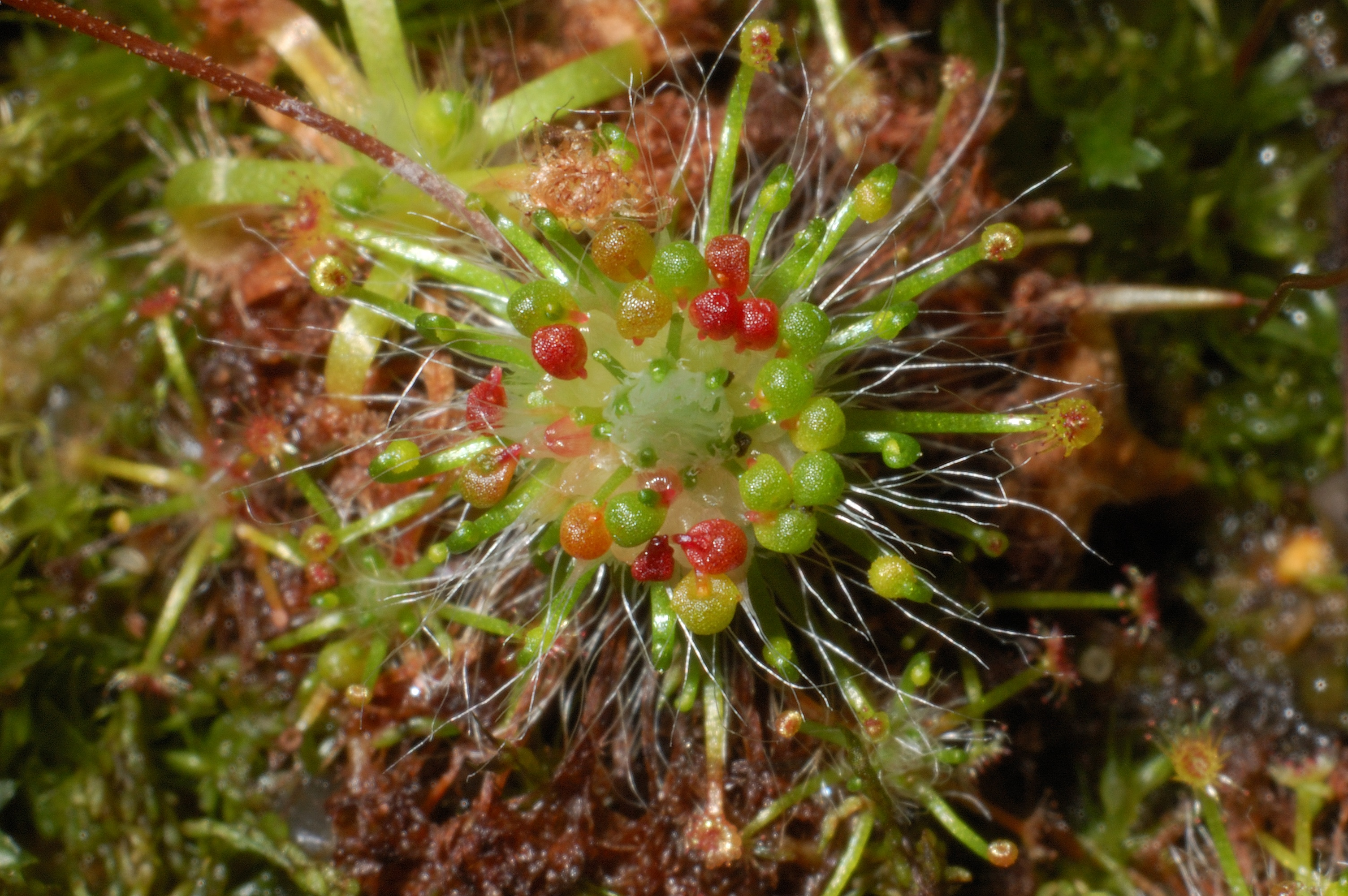
Drosera sargentii, Habitus mit Brutschuppen

Verbreitung von Drosera sargentii in Australien

Drosera sargentii ist eine fleischfressende Pflanzenart aus der Gattung Sonnentau. Sie gehört zu den Zwergsonnentauen und wurde 1992 als Art beschrieben.

## Beschreibung
Drosera sargentii ist eine kleine, ausdauernde, krautige Pflanze mit feinem, faserförmigen Wurzelwerk. Die rosettenförmig wachsende Art erreicht einen Durchmesser von 1,5 cm. Die Sprossachse ist bis zu 2 cm lang und mit welken Blättern der Vorsaison bedeckt.
Die Knospe der Nebenblätter ist konisch, 6 mm lang und 4 mm im Durchmesser mit extrem langen Haaren. Die Nebenblätter selbst sind 1,5 mm lang, 1,7 mm breit und kurz dreilappig. Der mittlere Lappen besitzt 3 kurze Fransen.
Die 20 bis 50 Blattspreiten sind kreisrund und haben einen Durchmesser von bis zu 0,8 mm. Die Blattstiele sind bis zu 3,8 mm lang, an der Basis 0,5 mm breit, behalten diese Breite bis zu einem Drittel des Blattstieles und verjüngen sich auf 0,2 mm an der Blattspreite.
Blütezeit ist von November bis Dezember. Die ein oder zwei Blütenstände sind bis zu 5 cm lang und unbehaart. Der Blütenstand ist ein Wickel aus 20 bis 40 Blüten an rund 1 mm langen Blütenstielen. Die glatten, umgekehrt eiförmigen Kelchblätter sind 1,5 mm lang und 0,9 mm breit. Die Spitzen sind etwas gezahnt. Die weißen Kronblätter sind umgekehrt eiförmig, 3 mm lang und 2 mm breit.
Die Fäden sind weiß, die Staubbeutel und die Pollen gelb. Der Fruchtknoten ist eiförmig und 0,4 mm lang. Die 3 weißen, halb aufrechten Griffel sind 0,3 mm lang und 0,1 mm im Durchmesser. Die ebenfalls weißen, sichelförmig gekeulten Narben sind 1,1 mm lang und 0,1 mm im Durchmesser an der Basis.

## Verbreitung, Habitat und Status
Drosera sargentii ist eine häufige Art in den Küstengebieten zwischen Esperance und dem Cape Le Grand Nationalpark. Sie gedeiht dort auf tiefen, weißen Kieselsandböden auf Heideland. Dort wächst sie zusammen mit der weit verbreiteten, weißblütigen Art Drosera scorpioides.
Die Art ist häufig, von einer Gefährdung wird nicht ausgegangen.

## Systematik
Als die ihr am nächsten verwandte Art wird Drosera parvula angesehen. Der Name „sargentii“ wurde dem Apotheker Oswald H. Sargent zu Ehren verliehen, der unter anderem die Drosera in diesem Gebiet untersucht hatte.
Drosera sargentii ist ein Zwergsonnentau und gehört als solcher zur Sektion Bryastrum in der Untergattung Drosera. Diese Art wurde in nicht blühendem Zustand bereits 1988 von Allen Lowrie und Steve Rose gefunden.